# 秀丽水柏枝
秀丽水柏枝（学名：Myricaria elegans）为柽柳科水柏枝属下的一个种。分布在中国西藏西南部的阿里地区、新疆西南部(叶城)，克什米尔、印度、巴基斯坦。